# Doddankanahalli, Shrirangapattana
Doddankanahalli là một làng thuộc tehsil Shrirangapattana, huyện Mandya, bang Karnataka, Ấn Độ.